# FIBAコラチ・カップ
FIBAコラチ・カップ（英語: FIBA Korać Cup）は、FIBAヨーロッパが1971–72シーズンから2001–02シーズンまで開催していたヨーロッパのプロバスケットボール3部に所属するクラブチームによる大会である。 2001–02シーズンを最後に開催を終え、その後2003-04シーズンからはユーロチャレンジに引き継がれた。

## 歴史
コラチ・カップは、ユーゴスラビアの伝説的な選手のラディヴォイ・コラチに因んでいる。コラチは1969年にサラエボ近隣での自動車事故により亡くなっている。2002年に始まったセルビアのラディヴォイ・コラチ・カップとの混同を避けるために、開催を終了した。FIBAヨーロッパとセルビアバスケットボール協会の協議により、30年にわたり使用されてきたトロフィーは、2012年から、セルビア・ナショナル・カップ勝者に与えられることとなった。

## 歴代優勝チーム
- 1972  ロコモティヴァ
- 1973  カントゥ
- 1973-74  カントゥ
- 1974-75  カントゥ
- 1975-76  スプリト
- 1976-77  スプリト
- 1977-78  パルチザン
- 1978-79  パルチザン
- 1979-80  セバスチャーニ・リエーティ
- 1980-81  ホベントゥート・バダローナ
- 1981-82  リモージュ
- 1982-83  リモージュ
- 1983-84  オルテッズ
- 1984-85  オリンピア・ミラノ
- 1985-86  ヴィルトゥス・ローマ
- 1986-87  FCバルセロナ
- 1987-88  レアル・マドリード・バロンセスト
- 1988-89  パルチザン
- 1989-90  ホベントゥート・バダローナ
- 1990-91  カントゥ
- 1991-92  ヴィルトゥス・ローマ
- 1992-93  オリンピア・ミラノ
- 1993-94  PAOK
- 1994-95  アルバ・ベルリン
- 1995-96  エフェス・ピルゼン
- 1996-97  アリス
- 1997-98  スカリゲラ・ヴェローナ
- 1998-99  FCバルセロナ
- 1999-2000  リモージュ
- 2000-01  マラガ
- 2001-02  ナンシー